# نوفي سونتس
نوفي سونتس هي مدينة تقع في محافظة بولندا الصغرى، بولندا.في 2018 بلغ عدد سكانها 83،896.